# اودا گالادبک
اودا گالادبک (به لاتین: Uda Galadebokke) یک منطقهٔ مسکونی در سری‌لانکا است که در استان مرکزی (سری‌لانکا) واقع شده‌است.